# ريتشارد إس. كوهن
ريتشارد إس. كوهن (بالإنجليزية: Richard S. Cohen)‏ هو محامي وسياسي أمريكي، ولد في 5 أبريل 1937 في بوسطن في الولايات المتحدة، وتوفي في 13 أبريل 1998 في نيويورك في الولايات المتحدة. حزبياً، نشط في Maine Republican Party ‏.